# Octan sodu
Octan sodu – organiczny związek chemiczny z grupy octanów, dobrze rozpuszczalna w wodzie sól kwasu octowego i zasady sodowej. Jako sól słabego kwasu i mocnej zasady, w roztworach wodnych ulega częściowej odwracalnej hydrolizie z wytworzeniem odczynu zasadowego:
CH
3COONa + H
2O ⇌ CH
3COOH + Na+
 + OH−

Ze względu na hydrolizę, w obecności wilgoci octan sodu lekko pachnie kwasem octowym.

## Otrzymywanie
Octan sodu otrzymuje się w reakcji kwasu octowego z węglanem sodu lub wodorotlenkiem sodu:
Na
2CO
3 + 2CH
3COOH → 2CH
3COONa + CO
2↑ + H
2O
NaOH + CH
3COOH → CH
3COONa + H
2O

## Zastosowanie
Jest stosowany jako dodatek do żywności o numerze E262 jako regulator kwasowości i konserwant. Roztwór octanu sodu to składnik aktywny ogrzewaczy termicznych, wykorzystywanych jako ogrzewacze do rąk czy kompresy. Są to różnego kształtu pojemniki z tworzywa sztucznego, wypełnione przesyconym (w temperaturze pokojowej) roztworem octanu sodu, który pobudzony bodźcem mechanicznym krystalizuje, wydzielając ciepło.